# Still Walking
Pour plus de détails, voir Fiche technique et Distribution.
Still Walking (歩いても 歩いても, Aruitemo aruitemo) est un film japonais réalisé par Hirokazu Kore-eda, sorti en 2008.

## Synopsis
Comme tous les ans depuis quinze ans, la famille Yokoyama se réunit en mémoire du fils aîné, Junpei, décédé en sauvant un enfant de la noyade. C'est l'occasion de ressasser, en toute convivialité, les souvenirs, les non-dits et les éternelles rancœurs…

## Fiche technique
- Titre français : Still Walking
- Titre original : 歩いても 歩いても (Aruitemo aruitemo?)
- Réalisation : Hirokazu Kore-eda
- Scénario : Hirokazu Kore-eda
- Photographie : Yutaka Yamasaki (ja)
- Décors : Toshihiro Isomi (ja) et Keiko Mitsumatsu
- Musique : Gontiti
- Montage : Hirokazu Kore-eda
- Son : Akihiko Okase
- Pays d'origine :  Japon
- Langue originale : japonais
- Genre : drame
- Format : couleur - 1,85:1
- Durée : 114 minutes[1]
- Dates de sortie :
  - Japon : 28 juin 2008[1]
  - France : 8 avril 2009[2]
  - Belgique : 6 mai 2009

## Distribution
- Hiroshi Abe : Ryōta Yokoyama, cadet de Junpei (VF : Jérôme Berthoud)
- Yui Natsukawa : Yukari Yokoyama, femme de Ryōta, jeune veuve
- Kirin Kiki : Toshiko Yokoyama, mère de Ryōta, mère au foyer
- Yoshio Harada : Kyōhei Yokoyama, père de Ryōta, médecin retraité et bougon
- Shōhei Tanaka : Atsushi Yokoyama, fils de Yukari
- You : Chinami Kataoka, sœur cadette de Ryōta
- Kazuya Takahashi : Nobuo Kataoka, mari de Chinami
- Haruko Katō : une voisine de la famille Yokoyama
- Ryōga Hayashi : Mutsu Kataoka, fils de Chinami
- Hotaru Nomoto : Satsuki Kataoka, fille de Chinami
- Susumu Terajima : le livreur de sushi

## Distinctions

### Récompenses
- Festival international du film de Mar del Plata 2008 : prix du meilleur film[3].
- Festival des trois continents 2008 : prix de la meilleure actrice pour Kirin Kiki[4]